# Мелехов Григорій Пантелійович
Григорій Пантелійович Мелехов (рос. Григо́рий Пантеле́евич Ме́лехов), головний герой роману Михайла Шолохова «Тихий Дон». Одним з прототипів персонажа є, на думку дослідників, командир 1-ї повстанської дивізії в Вешенському повстанні Харлампій Єрмаков. Образ героя, званий літературознавцями «відкриттям у світовому мистецтві», був неодноразово втілений в кінематографі.

## Історія створення. Можливий прототип
Літературна біографія Григорія Мелехова, на думку дослідників, невіддільна від питання про авторство текстів роману «Тихий Дон». Так, ряд літературознавців дотримується думки про те, що в рукописах твори проглядається «„соавторское“ редагування»; звідси — «непослідовність і суперечливість образу головного героя. Інші переконані, що метання Мелехова пов'язані з формуванням його особистості і „йдуть по наростаючій“.
У чорнових начерках роману, датованих 1925 роком, Григорія Мелехова не було — він з'явився у підсумковій редакції, зайнявши місце персонажа Абрама Єрмакова. У той же час, за словами письменника Анатолія Калініна, ім'я Григорій нерідко зустрічається в ранніх оповіданнях Шолохова; історії героїв, які діють в таких його творах, як „Коловерть“ і „Пастух“, вельми далекі від долі Мелехова, однак у них вже виявляється „відблиск того, зовсім юного Григорія, який ще не заблукав на дорогах суворого лихоліття“.
Свідченням того, що „попередником“ Мелехова був Абрам Єрмаков, є, за даними літературознавця Фелікса Кузнєцова, і зовнішня схожість (у обох були „сині опуклі білки очей“ і „зігнута ліва брова“), і загальні риси характеру: і той, і інший відрізнялися гарячою вдачею і безудержностью у вчинках. При цьому два героя мали спільного прототипу — козака Харлампія Єрмакова, розстріляного в 1927 році на підставі рішення колегії ОГПУ. Сам Шолохов протягом декількох десятиліть після виходу „Тихого Дону“ на питання про прообразах відповів досить ухильно, не підтверджуючи і не заперечуючи версію про близькість доль Єрмакова і Мелехова: „І так, і ні… Скоріше всього це образ збірний“.
Дослідники встановили, що Шолохов був добре знайомий з Харлампием Васильовичем, досить щільно спілкувався з ним при зборі матеріалів, пов'язаних з історією Громадянської війни на півдні Росії. В архівах зберігся лист Михайла Олександровича, адресований Єрмакову; у ньому, зокрема, згадується про необхідність особистої зустрічі для одержання деяких додаткових відомостей щодо епохи 1919 року».
Схожість між Григорієм і його прототипом неодноразово встановлювалося радянськими вченими в ході їх бесід з дочкою Єрмакова Пелагеєю і кількома козаками більш старшого віку ніж вона. Заслуговує уваги свідоцтво надійшло від білогвардійського офіцера Євгена Ковальова, який влітку 1919 року служив разом з Єрмаковим Донський армії. Ковальов знайшов настільки разючу подібність між Григорієм Єрмаковим і щодо їх зовнішності та хоробрості, що написав статтю, озаглавлену «Харлампій Єрмаков — герой „Тихого Дону“».

## Віхи біографії
Головний герой роману «Тихий Дон» з'явився на світ у 1892 році (дата народження у творі не вказана, проте вона встановлена дослідниками на основі документів про призовному віці, що діяли в Росії перших десятиліттях XX століття) в сім'ї відставного урядник Отаманського лейб-гвардії полку Пантелея Мелехова. У зовнішньому вигляді Григорія помітні батьківські риси, якого, як і інших «горбоносих, дикувато-красивих» представників роду Мелеховых, хуторяни називали турками. У романі простежуються основні етапи біографії Григорія. Так, у грудні 1913 року він покликаний в армію; на службі в 12-му Донському козачому полку Мелехов проявляє себе як людина, з люттю відстоює власну честь і прагне не допустити образ інших людей. Восени 1914-го він потрапляє в госпіталь, потім повертається на фронт, бере участь у Брусилівському прориві; до 1916 році Григорій має вже чотири Георгіївських хреста.
Життя Мелехова в 1917 році позначена пунктирно; на думку дослідників, така авторська стриманість пов'язана з тим, що герой «залишався в стороні від політичної боротьби, що захлеснула країну». Одним з ключових моментів, що вплинули на його світосприйняття, є, на думку літературознавця Ірини Медведєвої-Томашевської, епізод, в ході якого відбувається знищення полонених козацьких офіцерів: «Це звірство, до того ж свідчить про відсутність військового права і честі, рішуче відштовхує Григорія від більшовиків». У поглядах Мелехова на життя з'єднаний досвід землероба і бійця, тому його, як і інших козаків, по-справжньому хвилюють три питання: про землі, волі і влади.
| Звичайно, Григорій сам залучений в криваву, расчеловечивающую круговерть війни та братовбивства, але він болісно душевно мучиться цим… Він не тільки невідступно відчуває на собі тягар недоброго, глибинно ганебного, того, що в християнстві називається гріхом, але головне — здатний зупинити своє рассвирепевшее серце, ображене почуття, вже заносящее руку на кривдника, готовий охолонути і пробачити. |

## Григорий Мелехов и Аксинья
Интерес к Аксинье — жене соседа Мелеховых Степана Астахова — зарождается у Григория в тот момент, когда тридцать казаков, в том числе муж героини, уходят на военные сборы в лагеря. Роман развивается стремительно; Аксинью и Григория сближает безоглядность чувств, искренность порывов, нежелание считаться с людской молвой. По словам литературоведа Светланы Семёновой, Мелехов и его возлюбленная объединены «страстностью, мощной, почти звериной эротической, жизненной энергетикой»; при этом герой с его «диковатой красотой» является «воплощением мужественности», тогда как пылкая, чувственная, притягательная Аксинья несёт в себе мощное женское начало. Любов персонажів подібна «весняному розкріпаченню землі»; не випадково описи природи займає так багато місця в момент побачень або томлений героїв: «Ксенія і кленовий кущ», «Ксенія і сумний чарівний запах займаного в'яненням конвалії».
У фіналі «Тихого Дону» герої висуваються вночі до станиці Морозівської. В дорозі молоду жінку наздоганяє куля, випущена «людиною з застави». Після смерті Аксіньі герой занурюється в «апокаліптичний ступор»; його існування нагадує «мертву обвуглілу землю».
| Григорій як би похитнувся у своїх вітальних основи, став несхожим на себе, жалюгідним, полохливим, навіть кілька юродивим. З нього немов вирізали частину його сутності, тісно пов'язаної з коханою: поки вона існувала, навіть далеко від нього і в розриві з ним, він перебував у своєму повному складі, фізичному і духовному, а тут впав… Але і зараз він продовжує інстинктивно боротися за життя. |

## Григорій Мелехов і Наталія
Григорій одружився з Наталією Коршуновою не по любові — це вибір його батька. Про те, наскільки далека від героя юна наречена, свідчить сцена весілля, написана автором «відстороненим оком»: Мелехов спостерігає за поведінкою осіб, фіксує особливості їх поведінки під час застілля і в той же час відчуває якусь відгородженість від того, що відбувається: «Йде кілька гротесковий монтаж укрупнених деталей».
При цьому Григорій усвідомлює, що його дружина — «тонка, нарядна», з «добрим станом» — хороша собою; побачивши її після довгої відсутності, Мелехов зазначає: «Красива баба, в око шибается». Однак штучно зростити в собі любов до Наталі він не може; визнання героя в тому, що «нема на серці на нічого», сусідять з описом «мертвотно віджилих трав» і «чорно-блакитний вышней пустки». Наталія відноситься до чоловіка інакше, ніж Аксінья; в ній, на думку дослідників, немає темпераментної запалу суперниці, зате є «пронизує лучистість».
Недарма і загрубелое серце чоловіка відгукується на такий інтенсивний світло, опиняючись здатним на розчуленість і сльози, чого зазвичай не відчуває Григорій при вигляді Аксіньі, — тут відчуття інші. Ставлення до Наталії Григорію більш цнотливо-соромливо у своїх безпосередньо-чуттєвих проявах, ніж у Аксіньі, пронизане ніжністю і відданістю, нераздельностью фізичного і душевно-духовного.

## Образ Мелехова в кінематографі

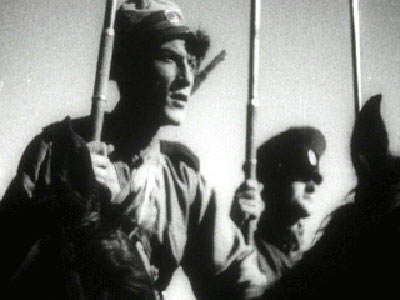
Кадр з фільму «Тихий Дон». 1930

Першим виконавцем ролі Григорія Мелехова став Андрій Абрикосів, який знявся в картині, поставленої по двом першим книг роману. Як згадував згодом актор, в момент кінопроб він ще не прочитав шолоховського твори і прийшов на майданчик непідготовленим; уявлення про образ персонажа склалося пізніше. За словами актриси Емми Цісарської, яка відіграла Аксенію, Шолохов після виходу фільму писав продовження «Тихого Дону» з оглядкою на героїв, втілених у стрічці.
У 1958 році епопея «Тихий Дон» була поставлена режисером Сергієм Герасимовим. Роль Григорія Мелехова, виконана Петром Глєбовим, стала, на думку кінознавців, найважливішою у творчій біографії актора: «Справа навіть не в тому, що Глєбов оживив образ книжкового героя і тим поставив під підозру будь-яку альтернативу, будь-якого іншого виконавця. Важливіше те, що йому вдалося неможливе — поодинці зобразити „народ“».
У наступні роки образ Григорія Мелехова втілили на екрані Руперт Еверетт в телесеріалі Сергія Бондарчука «Тихий Дон» Євген Ткачук у телесеріалі Сергія Урсуляка.